# Frédéric Chaves d'Aguilar
Pour les articles homonymes, voir Chaves.
Frédéric Freddy Chaves d'Aguilar est un footballeur international belge né le 8 octobre 1918 à Gand et y décédé le 18 décembre 2004.

## Biographie
Freddy Chaves a fait une grande partie de sa carrière dans le club de sa ville natale, l'ARA La Gantoise où il a évolué d'abord comme attaquant, puis comme milieu de terrain. Il a débuté dans l'équipe première à l'âge de dix-sept ans, en 1935. En plus de quinze ans, il a participé à 115 matches avec les Buffalos.
De 1946 à 1951, il a joué 20 matches et marqué 8 buts avec l'équipe de Belgique.

## Palmarès
- International belge A de 1946 à 1951 (20 sélections et 8 buts marqués)